# Bodenfilter

Schematische Darstellung eines Bodenfilters im Aquarium

Der Bodenfilter ist ein in der Süßwasseraquaristik eingesetzter Innenfilter.

## Funktionsweise
Dieser Filter setzt den im Aquarium befindlichen Bodengrund (meist Kies) als Filtermaterial ein. Weit verbreitet ist die folgende Methode: Vor dem Eingeben des Bodengrundes werden engmaschige Siebkörperelemente auf dem Boden installiert, sodass ein freier Raum zwischen Boden und Kiesgrund entsteht. Diese Filterelemente werden mit einem Steigrohr an eine Pumpe (bei kleinen Becken Luftheberpumpe) angeschlossen, die das Wasser durch den Kiesgrund nach unten abzieht, nach oben fördert und es so wieder einspeist. Feiner Kies wirkt so als Wasserfilter und kann Trübungen durch Schwebstoffe beseitigen.

## Biologische Wirkung
Ein Bodenfilter fördert durch seine Fläche gut den Austausch des Wassers im Becken. Durch die Lage des Filtermaterials wird Mulm sowie Ausscheidungen der Tiere schnell im Bodengrund fixiert und teilweise durch Bakterien biologisch abgebaut. Bei zu gröbkörnigem Kies (zu geringe Oberfläche für die Ansiedlung von Bakterien) bleibt die Wirkung allerdings schwach.

## Vor- und Nachteile
Für diese Filtermethode spricht der geringe Platzbedarf, der günstige Preis und der bescheidene technische Aufwand. Sie ist allerdings nur bei nicht zu großen Becken und nicht zu anspruchsvollem Tierbesatz zu empfehlen.
Dagegen spricht allerdings, dass der Beckeninhalt durch die nötige Verwendung von Kies als Bodengrund kaum variiert werden kann. Außerdem ist ein Wechsel oder eine Reinigung des Filtermaterials kaum möglich, ohne das Becken zu entleeren. Eine oberflächliche Reinigung ist bestenfalls nur mit einer Mulmglocke möglich, was aber schnell das biologische Gleichgewicht des Filters ungünstig beeinflussen kann. Für große Aquarien ist der Filter nahezu unbrauchbar, da hier viele Steigrohre angebracht werden müssten. 
Der vertikal betriebene Hamburger Mattenfilter bedarf weniger Wartung und liefert bessere Ergebnisse als der Kies-Bodenfilter.